# Nowa Polska. Wiadomości Codzienne
Nowa Polska. Wiadomości Codzienne – pismo konspiracyjne wydawane w Warszawie w latach 1942–1944 przez Konfederację Narodu.
Pismo było dziennikiem. Ukazywało się od 1 października 1942 do wybuchu powstania warszawskiego. Początkowo miało objętość 1 strony, później 4-6 stron. Poszczególne numery specjalne dochodziły do 12-16 stron. Odbijane było na powielaczu w Biurze Technicznym Konfederacji Narodu.
Nakład: 200-300 egz. Jedynym redaktorem naczelnym był Stanisław Edward Bury (ps. „Łunińczyk”).
„Nowa Polska. Wiadomości Codzienne” zawierała przede wszystkim wiadomości pochodzące z nasłuchu radiowego. Poza tym zamieszczano publicystykę, reportaże, opowiadania, wiersze i piosenki partyzanckie. Przez pewien czas jako reporter pracował w tym piśmie Tadeusz Gajcy (ps. „Topornicki”).